# Bruxa

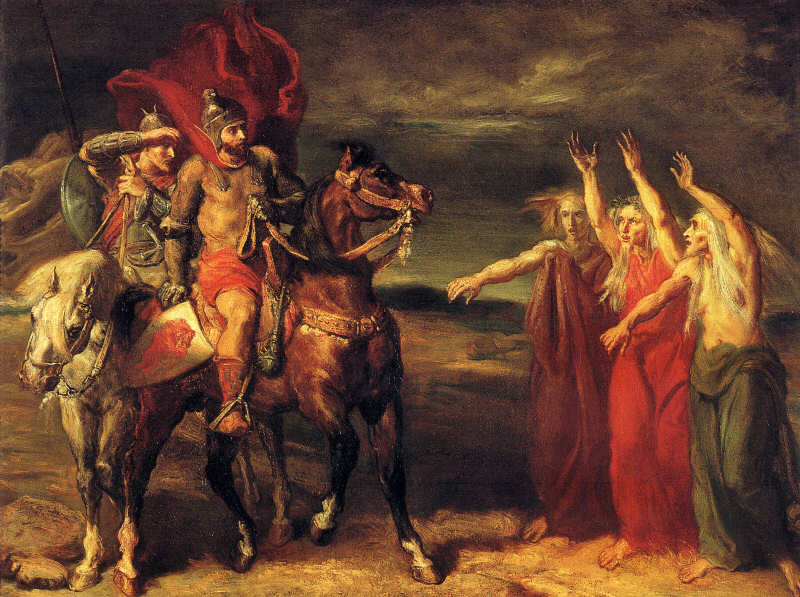
"Macbeth and Banquo meeting the witches on the heath" ("Macbeth e Banquo conhecem as bruxas no campo") de Théodore Chassériau.

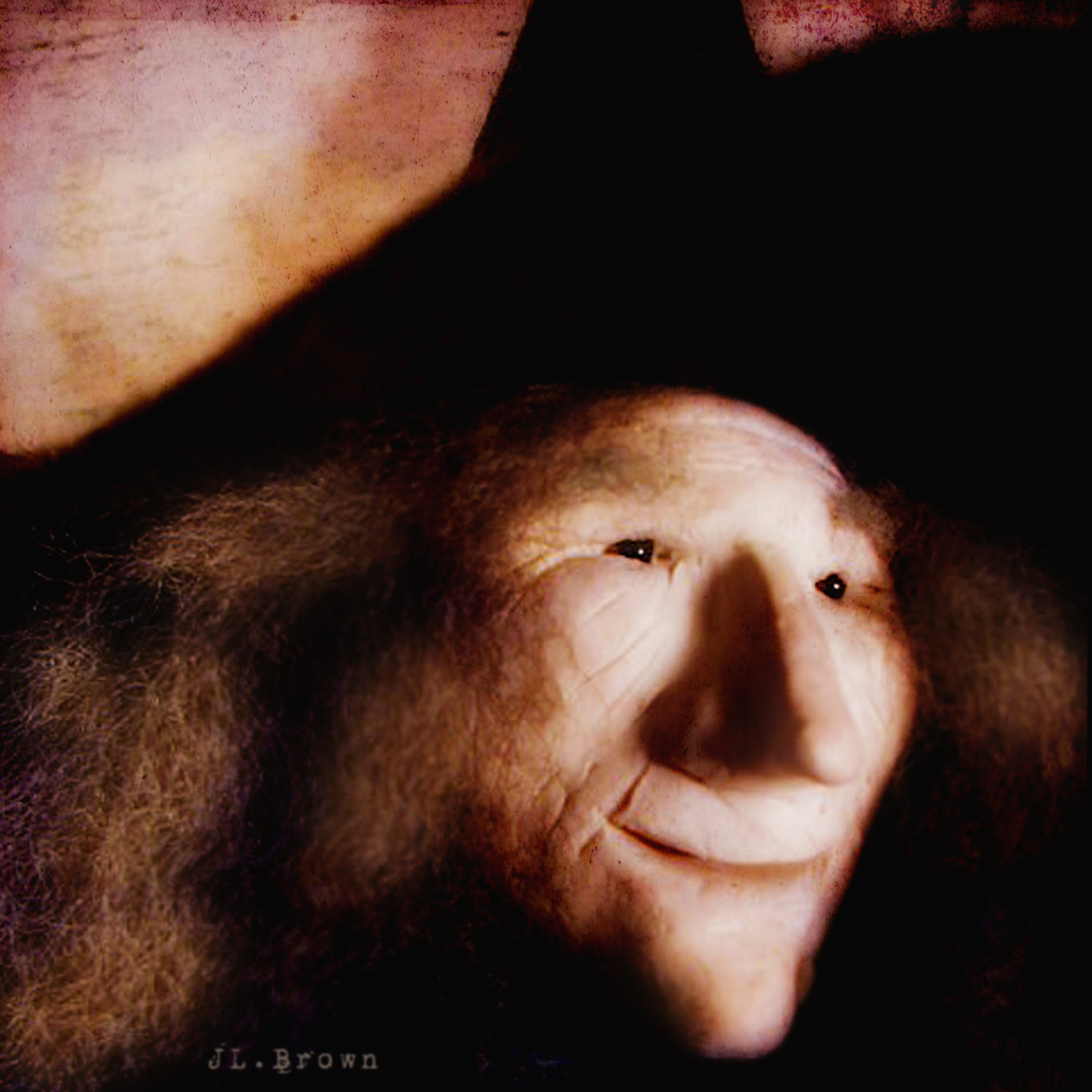
Pintura de uma bruxa

No ocultismo, bruxa(o) é uma pessoa que usa o sobrenatural para: investigar o futuro, ou fazer feitiço(encanto), ou causar algum mal. Sendo também um adjetivo que representa "feia" ou "mal-humorada".
O termo bruxa é geralmente retratada no imaginário popular como uma mulher antiquada, com nariz grande e encarquilhada, exímia e contumaz manipuladora de Magia Negra e dotada de uma gargalhada terrível. Na época da Inquisição, estrangeiros fora da Itália ao ouvirem gritar brucia associaram a palavra com a ré. É inegável a conexão entre esta visão e a visão da Hag ou Crone dos anglófonos. É também muito popularizada a imagem da bruxa como a de uma mulher sentada sobre uma vassoura voadora, ou com a mesma passada por entre as pernas, andando aos saltitos. Alguns autores utilizam o termo, contudo, para designar as mulheres sábias detentoras de conhecimentos sobre a natureza e, possivelmente, magia.
Algumas bruxas que antes adquiriram alguma notoriedade, como é o caso das chamadas Bruxas de Salém, a Bruxa de Evóra e Dame Alice Kytler (bruxa inglesa). São também bastante populares na literatura de ficção, como nos livros da popular série Harry Potter, nos livros de Marion Zimmer Bradley (autora de As Brumas de Avalon, que versam sobre uma vasta comunidade de bruxos e bruxas cuja maioria prefere evitar a magia negra) ou a trilogia sobre as bruxas Mayfair, de Anne Rice.
Frequentemente as bruxas são associadas a gatos pretos, que dentre as Bruxas que hoje nos acreditamos são os chamados Puckerel, muitas vezes tidos como espíritos guardiões da Arte das Bruxas, que habitam o corpo de um animal. Estes costumam ser designados na literatura como Familiares.
Diziam que as bruxas voavam em vassouras à noite e principalmente em noites de lua cheia, que faziam feitiços e transformavam as pessoas em animais e que eram más.
Hoje em dia essas antigas superstições como a da bruxa velha da vassoura na lua cheia já foram suavizadas, devido à maior tolerância entre religiões, sincretismo religioso e divulgação do paganismo. Gerald Gardner tem destaque nesse cenário como o pai da Religião Wicca, a religião da moderna bruxaria pagã, formada por pessoas que são bruxos/as mas que utilizam a "Arte dos Sábios" ou a "Antiga Religião" mesclada a práticas e conhecimentos de outras tradições. A classificação de magia como negra e branca não existe para os bruxos, pois se fundamentam nos conceitos de bem e mal, que não fazem parte de suas crenças, por isso, como costumam dizer, toda magia é cinza.
A Arte das Bruxas, como era praticada antigamente, é chamada de 'bruxaria tradicional, remanescendo até os dias atuais em grupos seletos, geralmente ocultos. Hoje também pode-se encontrar uma vasta quantidade de livros e sites que explicam a "Antiga Religião", mas geralmente se trata de Wicca, pois os membros de grupos de bruxaria tradicional costumam preferir o ostracismo, revelando-se publicamente apenas em ocasiões especiais ou para que novos candidatos os localizem.

## Etimologia
A etimologia da palavra é incerta, mas acredita-se venha do italiano brucia (queima), do verbo bruciare (queimar), ou de brixtia, que vem do nome da deusa gaulesa Bricta. Há também uma possível relação com alguns vocábulos proto-celtas, como brixtom e brixtu - ambos com significados associados a magia ou feitiço. Na língua céltico-francesa antiga, no caso do Tablete de Larzac, os adeptos  usavam o termo  brixtia (isto é, bardaria) para "bruxaria".  São Patrick, membro da Igreja Católica Céltica (ou 'Culdee'), da Irlanda medieval, ensinou uma oração cristã, de caráter anti-pagão e anti-bruxesco, chamada "Eu Me Levanto Hoje: o escudo de são Patrick", onde Patrick fala em "Leis negras dos pagãos" em uma língua céltica como "Dubrechtu gentliuchtae", "Leis falsas dos hereges" em céltico como "Saebrechtu eretecdae", e "Encantamentos de bruxas e alquimistas ou ferreiros, e dríades ou druidas" em céltico como "Brichtu ban ocus gobann ocus druad"; isto é, a grafia céltica de "leis negras" e de "leis falsas" contém a palavra "brechtu", o que atesta que "brechtu" possui a denotação de lei ou doutrina, ao passo que, para se referir às bruxas, em si, a palavra utilizada em céltico é "Brichtu", um termo intimamente associado à lei ou doutrina, de modo equivalente ao Tablete de Larzac ("Brictom") e ao Tablete de Chamalières ("Brixtia"), levando em consideração que, no irlandês antigo, a palavra "bricht" significa "encantamento ou fórmula mágica" e, no bretão antigo, a palavra "brith" significa 'bruxaria' ou 'magia'. Isso atesta que tais grafias, presentes em línguas célticas, constituíam a etimologia comum para os termos 'bruxa' e 'bruxaria'. Essa etimologia-raiz, como já apontado anteriormente, refere-se aos "Bryxs" ou "Bardos" ou "Aedos", isto é, aqueles que haviam conquistado um grau iniciático - os iniciados na bruxaria, cuja Lei Hermética era aprendida através da memorização dos ensinamentos mágico-espirituais, de forma poético-encantatória.[carece de fontes?]

## História
À afirmativa de existência de bruxas à forma retratada em registros da Idade Média, incluindo histórias infantis que permaneceram em evidência até os dias atuais, admite-se uma ressalva: elas parecem ter existido apenas no imaginário popular como uma velha louca por feitiços enigmáticos, surgidas na esteira de uma época dominada por medos, quando qualquer manifestação diversa ou mesmo a crença na inexistência de bruxas da forma retratada pelas autoridades clericais era implacavelmente perseguida pela Igreja.
A feitiçaria já era citada desde os primeiros séculos de nossa era. Autores como o filósofo grego Lúcio Apuleio (123-170) fazia alusão a uma criatura que se apresentava em forma de coruja (Hécate) que na verdade era uma forma descendente de certas mulheres que voavam de madrugada, ávidas de carne e sangue humanos.
Para os intelectuais, estes acontecimentos não passavam do imaginário popular, sonhos, pesadelos e, assim, recusavam-se a admitir a existência de bruxas. Porém, entre muitos povos não era assim: os éditos dos francos salianos falavam da Estrige como se ela existisse de fato. Os penitenciais atestavam a crença nessas mulheres luxuriosas. No início do século XI, Burcardo, o bispo de Worms, pedia aos padres que fizessem perguntas às penitentes no intuito de descobrir se eram seguidoras de Satã, (…) se tinham o poder de matar com armas invisíveis cristãos batizados (…) Se sim, quarenta dias de jejum e sete anos de penitências.
Até ao século XIII a Igreja não condenava severamente esse tipo de crendice. Mas nos século XIV e XV, o conceito de práticas mágicas, heresias e bruxarias se confundiam no julgo popular graças à ignorância. Eram, em geral, mulheres as acusadas. Hereges, cátaros e templários foram violentamente condenados pela Inquisição, tomando a vez aos judeus e muçulmanos, que eram os principais alvos da primeira inquisição (século XIII). Curiosamente, foi exatamente a partir da primeira inquisição que a iconografia cristã passou a representar o "Arcanjo Decaído" não mais como um arcanjo, mas com a aparência de deuses pagãos, como Pã e Cernunnos. Tal fato levaria, séculos depois, à suposição de que bruxas eram adoradoras do Demônio. Na Bíblia, relata-se que o Diabo pode possuir diversas formas, portanto, relacionavam-no aos deuses delas. O uso alternativo do nome Lúcifer para designar o mal encarnado, na visão cristã, agravou a ignorância a respeito do culta das bruxas, uma vez que o nome Lúcifer, pela raiz latina, representa portador/fabricante da luz (Lux Ferre), inescapável semelhança ao mito grego de Prometeu, que roubou o fogo dos céus para trazê-lo aos homens.

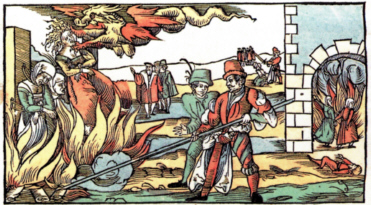
Bruxas sendo queimadas

O movimento de repressão à bruxaria, iniciado na Idade Média, alcançou maior intensidade no século XV para, na segunda metade do século XVII, ter diminuída sua chama: o número de processos de feitiçaria no norte da França aumentou de 8, no século XV, para 13 na primeira metade do século XVI, e 23 na segunda metade, chegando a 16 na primeira metade do século XVII, diminuindo para 3 na segunda metade daquele século e para um único no seguinte. (Claude Gauvard - membro do Institut Universitaire de France).
Em 1233 o Papa Gregório IX admitiu a existência do sabbat e esbat. O Papa João XXII, em 1326, autorizou a perseguição às bruxas sob o disfarce de heresia. O Concílio de Basileia (1431-1449) apelava à supressão de todos os males que pareciam arruinar a Igreja.
Uma psicose se instalou. Comunidades do centro-oeste da França acusavam seus membros de feitiçarias. Na Aquitânia (1453) uma epidemia provocou muitas mortes que foram imputadas às mulheres da região, de preferência as muito magras e feias. Presas, submetidas a interrogatórios e torturadas, algumas acabavam por confessar seus crimes contra as crianças, e condenadas à fogueira pelo conselheiro municipal. As que não confessavam eram, muitas vezes, linchadas e queimadas pela multidão, irritada com a falta de condenação.
Os tratados demonológicos e os processos de feitiçaria se multiplicaram, por volta de 1430, marcando uma nova fase da história pré-iluminista, de trágicas dimensões. Em 1484 o Papa Inocêncio VIII promulgou a bula Summis desiderantes affectibus, confirmando a existência da bruxaria. Em 1484 a publicação do Malleus maleficarum ("Martelo das Bruxas") orientou a caça às bruxas com ainda maior violência que obras anteriores, associando heresia e magia à feitiçaria.
A Inquisição, instituída para combater a heresia, agravou a turba de seguidores inspirados por Satã. Havia, ainda, um componente sexista. Os bruxos existiam, mas eram as mulheres, sobretudo, que eram queimadas nas fogueiras medievais.